# 市民的及び政治的権利に関する国際規約
市民的及び政治的権利に関する国際規約（しみんてきおよびせいじてきけんりにかんするこくさいきやく、英：International Covenant on Civil and Political Rights、ICCPR）は、1966年12月16日、国際連合総会によって採択された、自由権を中心とする人権の国際的な保障に関する多数国間条約である。同月19日にニューヨークで署名のため開放され、1976年3月23日に効力を発生した。
日本語では自由権規約（じゆうけんきやく）と略称される。
同時に採択された経済的、社会的及び文化的権利に関する国際規約（社会権規約、A規約）に対してB規約と呼ばれることもあり、両規約（及びその選択議定書）は併せて国際人権規約と呼ばれる。
本規約は、締約国に対し、人間としての平等、生命に対する権利、信教の自由、表現の自由、集会の自由、参政権、適正手続及び公正な裁判を受ける権利など、個人の市民的・政治的権利を尊重し、確保する即時的義務を負わせている。

## 沿革
本規約は、1948年の世界人権宣言採択後、1954年まで国連人権委員会において起草作業が進められた。同年の第10回会期において国連総会に規約案が提出され、その後国連総会の第3委員会において逐条審議が行われた上で、1966年の第21回国連総会で全部の審議を終えた。そして、同年12月16日の本会議で、社会権規約、自由権規約の選択議定書とともに採択され、自由権規約は賛成106、反対なしの全会一致で可決された（決議2200A〔XXI〕）。自由権規約の発効には35か国の批准・加入が必要とされていたが、その要件を満たし、選択議定書とともに1976年3月23日に発効した。
2020年5月現在、本規約の署名国は74か国、締約国は173か国である。
なお、1989年12月15日、自由権規約の第2選択議定書（死刑廃止議定書）が採択され、1991年7月11日に発効した。

## 人権保障の内容

### 民族自決権
本規約は、第1条で、民族自決権を規定し、また、天然の富及び資源に対する人民の権利を規定している。この点は、個人の人権だけを規定した世界人権宣言と異なっている。これは、1960年以降、国際社会の多数派を占めるようになった第三世界諸国が、民族自決は人権享有の前提条件であると主張するようになったことを反映したものである。

### 適用範囲
この規約の第2条において、「締約国は、その領域内にあり、かつ、その管轄の下にあるすべての個人に対し、人種、皮膚の色、性、言語、宗教、政治的意見その他の意見、国民的若しくは社会的出身、財産、出生又は他の地位等によるいかなる差別もなしに、この規約において認められる権利を尊重し、及び確保することを約束する」とされている。
このように、規約の適用範囲は日本政府による日本語訳では「その領域内にあり、かつ、その管轄の下にある」全ての個人であるが、その英語正文は"within its territory and subject to its jurisdiction"である。この解釈において、締約国の領域内にいるがその管轄下にない個人や、管轄下にあるが領域内にいない個人に対して、本規約が適用されるかが問題となる。
当初、国連人権委員会が起草した草案2条1項では、単に"within its jurisdiction"（その管轄の下にある）となっていたが、アメリカ合衆国が、自国の占領下にある他国民の人権を保障する義務から免れるため（アメリカ軍軍人による戦地での犯罪の免責化）、領域内にあることという要件を追加するよう提案した結果、上記のような条文となったものである。これを受けて、初期の学説は「領域内にあり、かつ（and）、管轄の下にある」ことが必要と解するものが支配的であり、日本政府による日本語訳もこうした解釈に沿って作成された。

### 締約国の義務
第2条第2項で、締約国に「立法措置その他の措置がまだとられていない場合には、この規約において認められる権利を実現するために必要な立法措置その他の措置をとるため、自国の憲法上の手続及びこの規約の規定に従って必要な行動をとること」を約束させている。

### 権利の濫用の否定
第5条で、規約の各規程について「国、集団又は個人が、この規約において認められる権利及び自由を破壊し若しくはこの規約に定める制限の範囲を超えて制限することを目的とする活動に従事し又はそのようなことを目的とする行為を行う権利を有することを意味するものと解することはできない。」と定める。

### 非常事態における例外条項
第4条では、国民の生存を脅かす公の緊急事態の場合、締約国は、真に必要とする限度で、本規約の義務に違反する措置をとることができるとしている。ただし、人種、皮膚の色、性、言語、宗教又は社会的出身のみを理由とする差別、第6条、第7条、第8条、11条、15・16条、18条の規定、その他の一定の義務については違反が許されない。

### 個別的人権規定
本規約は、第3部（第6条-第27条）において、次のように個別的な人権を保障している。
第6条
生命に対する固有の権利。死刑を廃止していない国家においても、限定された条件の下にのみ科すことができること。死刑を言い渡された者が特赦又は減刑を求める権利。18歳未満の者が行った犯罪に対する死刑の禁止。妊娠中の女子に対する死刑執行の禁止。
第7条
拷問、残虐な取扱い・刑罰の禁止。自由な同意なしに、医学的又は科学的実験（人体実験）を受けないこと。
第8条
奴隷及び強制労働の禁止。ただし、兵役の義務或いは良心的兵役拒否者に対する代替作業は強制労働とはみなされない。
第9条
身体の自由及び安全についての権利。逮捕・抑留に対する適正手続（デュー・プロセス・オブ・ロー）。
第10条
被告人、受刑者等、身体を拘束された者に対する人道的取扱い。
第11条
契約上の義務を履行することができないことのみを理由として拘禁されないこと。
第12条
居住移転の自由。出国の自由。自国に戻る権利。
第13条
外国人追放に対する適正手続。
第14条
裁判所の前の平等。公平な裁判を受ける権利。裁判の公開。無罪推定の原則。被告人の諸権利（罪の告知、弁護人との連絡、迅速な裁判、防御権、証人尋問の権利、通訳、不利益な供述を強要されないこと）。少年の手続に対する配慮。有罪判決に対する上訴の権利。刑事補償の権利。一事不再理。
第15条
遡及処罰の禁止とその例外（国際社会が認める法の一般原則に反する行為の処罰は、法の不遡及により妨げられるものではない。）
第16条
法律の前で人として認められる権利。
第17条
プライバシー、名誉、信用の保護。
第18条
思想・良心の自由、信教の自由。
第19条
干渉されることなく意見を持つ権利（＝言論の自由）。公の秩序・道徳の保護と表現の自由。
第20条
戦争のためのプロパガンダと、ヘイトスピーチなど人種差別等を扇動する行為を法を以って禁じること。
第21条
集会の自由。
第22条
結社の自由。団結権（労働組合結成・加入権）。
第23条
家族に対する保護。婚姻の権利。婚姻が両当事者の自由かつ完全な合意によること。
第24条
児童に対する保護。
第25条
参政権。普通選挙、選挙権の平等、秘密投票。公務参加の条件の平等。
第26条
法の下の平等。人種・民族は元より、性別や年齢、思想などあらゆる差別の禁止。
第27条
文化的、宗教的、言語的少数民族の権利。その言語を使用する権利。

## 規定されていない人権
迫害からの庇護は世界人権宣言14条で、財産権は同17条でそれぞれ規定されていたが、国際人権規約では規定が設けられなかった。
ただ本規約の他、拷問及び他の残虐な、非人道的な又は品位を傷つける取り扱い又は刑罰に関する条約、あらゆる形態の人種差別の撤廃に関する国際宣言、あらゆる形態の人種差別の撤廃に関する国際条約、アパルトヘイト犯罪の抑圧及び処罰に関する国際条約、集団殺害罪の防止及び処罰に関する条約、 被拘禁者取扱いのための標準最低規則などが設けられている。
また、法施行機関職員行動規範は、法施行機関職員（法執行官）が国内法における定義に基づき人権を保護し、公務組織による他人の人権侵害に対処することを義務付けている。

## 実施措置
締約国による自由権規約の履行を確保するための仕組みとして、次のような国際的実施措置が設けられている。そのための実施機関として、規約28条において規約人権委員会の設置が規定されている。
国家報告制度（40条）
国家報告制度とは、人権条約の締約国が、条約上の義務の履行状況を実施機関に報告する制度である。
締約国は、初回は当該国について規約が効力を生じてから1年以内に、その後は規約人権委員会が要請する時（通常は5年ごと）に、「この規約において認められる権利の実現のためにとった措置及びこれらの権利の享受についてもたらされた進歩に関する報告」を提出しなければならない（40条1）。同委員会は、締約国の報告を検討した上、委員会の報告を締約国に送付する。また、同委員会は「一般的な性格を有する意見」（一般的意見）を採択することができ、これを締約国に送付するとともに国連経済社会理事会に送付することができる（40条4）。同委員会の一般的意見は、自由権規約の解釈において重要な意味を持っている。
国家通報制度（41条）
国家通報制度とは、人権条約の締約国が、条約上の義務を履行していない場合に、他の締約国がその不履行を実施機関に通報する制度である。
自由権規約においては、規約人権委員会が国家通報を受理し検討するためには、通報の対象となる締約国と、通報しようとする締約国が、いずれも規約人権委員会の当該権限を認める宣言を行っていることが必要である。もっとも、外交上の配慮から好まれないため、現在のところ1回も利用されていない。国家通報制度を認める宣言を行っているのは、48か国にとどまる。
個人通報制度（第1選択議定書）
個人通報制度とは、人権条約に定める権利を侵害された個人が、実施機関に通報を行うことができる制度である。
自由権規約を採択する際、個人通報制度を設けるか否かについて議論があったが、自由権規約とは別個の選択議定書で個人通報制度を設けることとなった。選択議定書の締約国については、自国の管轄の下にある個人から規約人権委員会に対する通報が認められる。通報を行うためには、個人は国内における救済を尽くしていなければならない（選択議定書2条）。規約人権委員会は、要件を満たす通報を受理したときは、関係締約国の注意を喚起し、当該締約国の説明その他の陳述を検討した後、意見を採択する。選択議定書を受諾しているのは、2020年5月現在、116か国である。

## 締約国

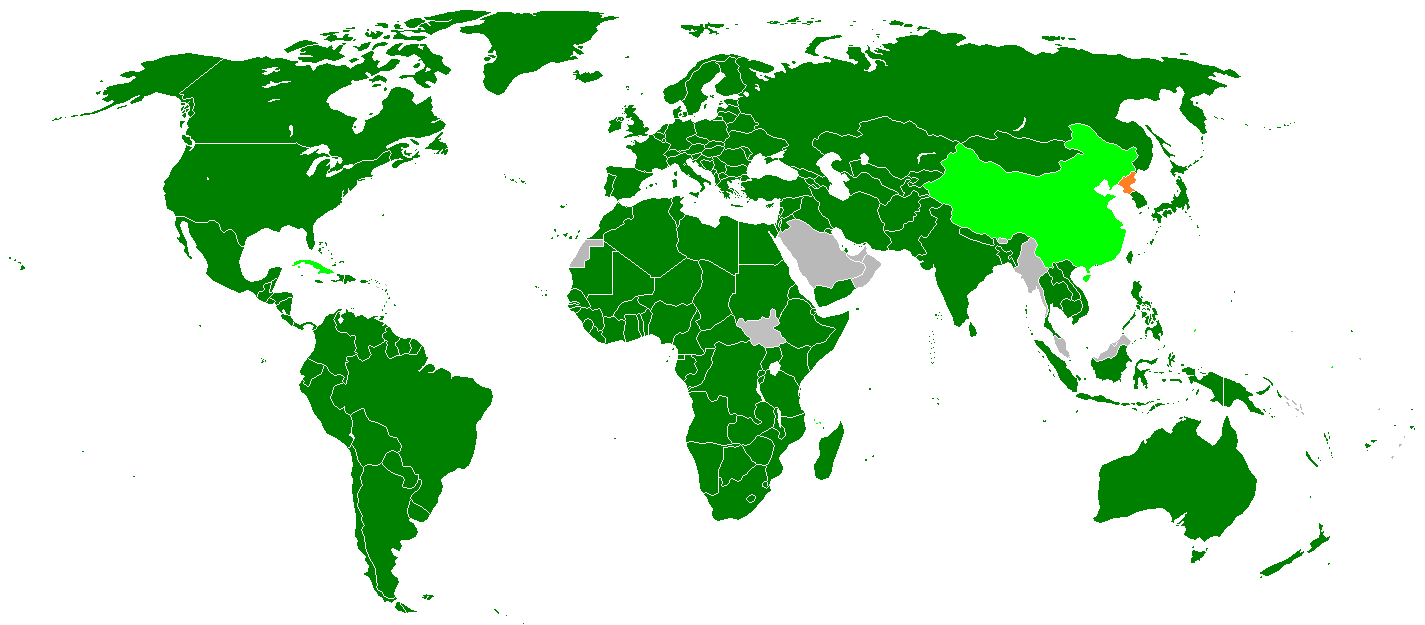
締約国
署名・未批准国
未署名・未締約国

自由権規約の締約国となるためには、(1)署名の上、批准を行うか、(2)加入の手続をとる必要があり、規約は署名又は加入のために開放されている。批准・加入したときは、批准書・加入書を国連事務総長に寄託する（48条）。

### 各国の状況
2020年5月時点では、署名のみの国は74か国であり、そのうちまだ批准もしていないのは中華人民共和国、コモロ、キューバ、ナウル、パラオ、セントルシアの6か国である。サウジアラビアとミャンマーは署名もしていない。それを除く批准国と、加入国を合わせると、締約国は173か国である。

#### 日本
日本は、1978年5月30日、社会権規約及び本規約に署名し、1979年6月21日、両規約の批准書を寄託した（同年8月4日、社会権規約は同年条約第6号として、自由権規約は同年条約第7号として公布された）。それにより、同年9月21日、両規約は日本について効力を生じた。
更に、第22条2項で団結権の制限が認められている「警察の構成員」には消防職員を含むとし、社会権規約についても留保及び“解釈宣言”を行っている。
2014年7月には袴田事件に言及し自白を強要されて死刑判決を受けたが、凍結後に再審無罪判決を受けたことをケースとして死刑制度廃止の検討を求められ、また福島第一原発事故で避難指示区域の解除に問題点があるとの指摘を受け、生命を守るため必要なあらゆる措置を講じるよう求められた。
第19条3項は、表現の自由の権利行使に一定の制限を課す場合は法律を定めるよう義務付けている。ただし2015年1月から2月かけて後藤健二 (ジャーナリスト)達がISILに殺害された映像の公開を受けて、外務省は同年2月末にあるフリーカメラマンへの国外紛争地域であるシリアへ渡航しようとしたのを最初に、旅券法に基づき返納によって出国を制止した。男性はその後シリアとトルコへは渡航出来ない日本国旅券を発給されたが、報道の自由を侵害されたとして裁判をおこした。しかし、2017年に東京地方裁判所は報道関係者が再び狙われて生命が危険に晒される可能性が高いとして、外務大臣が予防として男性に行った措置は、日本国憲法は自他の生命や身体より報道の自由を優先している訳ではないという理由で「適法だった」とする判決を下している。